# Фішбах (Кайзерслаутерн)
Фішбах (нім. Fischbach) — громада в Німеччині, розташована в землі Рейнланд-Пфальц. Входить до складу району Кайзерслаутерн. Складова частина об'єднання громад Енкенбах-Альзенборн.
Площа — 15,03 км2. Населення становить 747 ос. (станом на 31 грудня 2020).

## Галерея

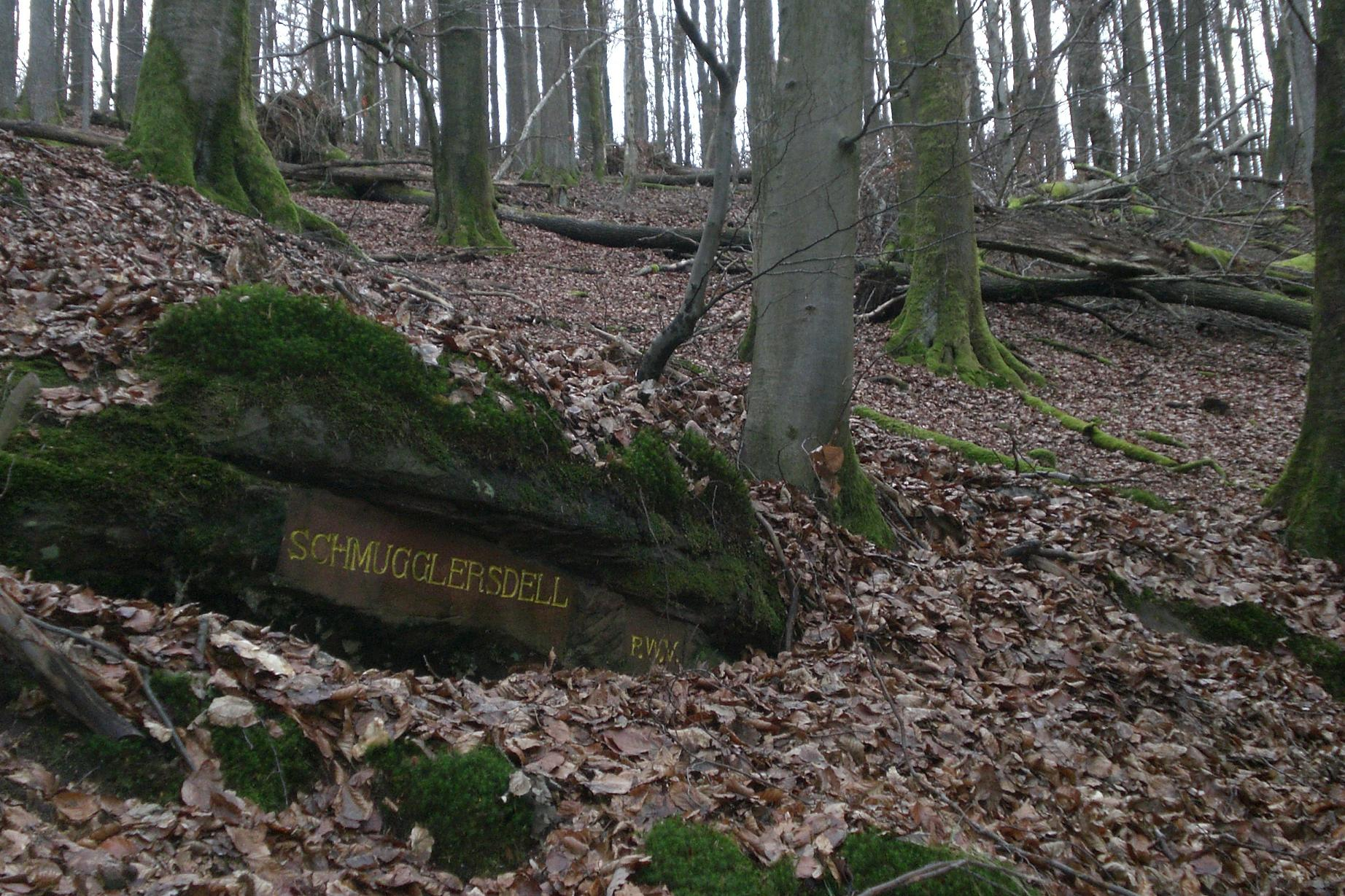